# Arnold Knigge
Arnold Knigge (* 23. April 1948 in Braunschweig) ist ein deutscher Jurist und ehemaliger Bremer Staatsrat (SPD).

## Biografie

### Ausbildung und Beruf
Knigge ist das dritte Kind des Landwirtes Arnold Knigge und seiner Frau. Von 1954 bis 1958 besuchte er die Grundschule in Groß Brunsrode, einem kleinen Dorf bei Lehre zwischen Braunschweig und Wolfsburg. Von 1958 bis 1967 besuchte er das Gymnasium der Neuen Oberschule in Braunschweig. Von 1965 bis 1966 nahm er am Schüleraustauschprogramm des American Field Service mit familiärer Unterbringung und Besuch der high school mit Abschlussdiplom in Südkalifornien teil.
Nach dem Abitur studierte er von 1967 bis 1972 Rechtswissenschaften an der Universität Hamburg und an der Universität Freiburg im Breisgau. Er absolvierte von 1972 bis 1974 sein juristisches Referendariat. 1975/76 promovierte er zum Dr. jur. über das arbeitsrechtliche Thema Die Abstellung von Arbeitnehmern an eine baugewerbliche Arbeitsgemeinschaft. 1975 legte er das zweite juristische Staatsexamen in Baden-Württemberg ab.
Von 1976 bis 1992 erfolgte eine Tätigkeit als Referent und dann Referatsleiter im Bundesministerium für Arbeit und Sozialordnung (BMA) in den Gebieten Arbeitsmarkt, Arbeitsrecht, Rentenversicherung und Internationale Sozialpolitik.
Von 1983 bis 1990 nahm der Sozialdemokrat, beurlaubt beim BMA, eine Tätigkeit als Referent für Sozialpolitik bei der SPD-Fraktion im Deutschen Bundestag auf.

### Staatsrat
1992 erhielt Knigge die Berufung zum Staatsrat beim Senator für Arbeit und seit 1999 beim Senator für Arbeit, Frauen, Gesundheit, Jugend und Soziales. Er war bis 1999 Vertreter von Arbeitssenatorin Sabine Uhl (SPD) und Arbeitssenator Uwe Beckmeyer (SPD) sowie von 1999 bis Mitte 2006 der Senatorinnen Hilde Adolf (SPD), Christine Wischer (SPD) und Karin Röpke (SPD). Nachfolger in diesem Amt wurde Joachim Schuster (SPD). Während dieser Zeit nahm er verschiedene Aufsichtsratsmandate, unter anderem als Vorsitzender der Aufsichtsräte der vier städtischen Kliniken, als Mitglied des Verwaltungsrats und des Vorstands der Bundesanstalt bzw. Bundesagentur für Arbeit, wahr.

### Weitere Ämter und Mitgliedschaften
- 2007 bis 2010 Leiter eines beschäftigungspolitischen EU-Twinning-Projekts in Belgrad
- Seit 2007 Lehrbeauftragter für kommunale Sozialpolitik an der Universität Bremen.
- Seit 2009 Stellvertretender Vorsitzender des Deutschen Roten Kreuzes (DRK) -Kreisverbandes Bremen
- Seit 2009 Stellvertretender Vorsitzender der Wilhelm-Kaisen-Bürgerhilfe
- Seit 2010 Gesellschafter der Beratungsgesellschaft HWB.
- Mitglied der Arbeiterwohlfahrt (AWO)
- Von 2011 bis 2021 Sprecher der Landesarbeitsgemeinschaft der Freien Wohlfahrtsverbände Bremen (LAGFW).

Knigge ist verheiratet und hat zwei Kinder.

## Werke (Auswahl)
- Die Abstellung von Arbeitnehmern an eine baugewerbliche Arbeitsgemeinschaft. Dissertation 1976.
- Kommentar zum Arbeitsförderungsgesetz. Nomos-Verlag, Baden-Baden.